# Tréboul
Der Tréboul ist ein Fluss in Frankreich, der im Département Aude in der Region Okzitanien verläuft. Er entspringt beim Weiler Montalivet im Gemeindegebiet von Mas-Saintes-Puelles, entwässert generell Richtung Ostsüdost und mündet nach rund 23 Kilometern im Gemeindegebiet von Villepinte als rechter Nebenfluss in den Fresquel.

## Verlauf
Bereits im Oberlauf, nahe Mas-Saintes-Puelles, unterquert der Tréboul die Autobahn A61 und verläuft zunächst großteils zwischen der Autobahn und dem Canal du Midi. Die ebenfalls hier verlaufende Bahnstrecke Bordeaux–Sète wird vom Fluss dreimal unterquert. Beim Ort Tréboulet unterquert er schließlich auch den Canal du Midi und folgt diesem auf der gegenüberliegenden Seite bis Villepinte, wo er schließlich mündet.

## Orte am Fluss
(Reihenfolge in Fließrichtung)
- Montalivet, Gemeinde Mas-Saintes-Puelles
- Castelnaudary
- Tréboulet, Gemeinde Pexiora
- Villepinte